# Rebecca Dale
Pour les articles homonymes, voir Dale.
Rebecca Dale, née en 1985, est une compositrice britannique de musique classique et de musique à l'image.

## Biographie
Certaines de ses œuvres sont jouées pour le concert ELLE, pour les 25 ans de l'ensemble La Pietà. Elles interprètent alors l'œuvre pour chœur mixte Winter avec l'ensemble Voces8.

## Œuvres

### Œuvres pour le concert

#### Œuvre pour chœur a cappella
- I Wandered Lonely As A Cloud (2019)
- In The Bleak Midwinter (2021)
- Salve Regina (2018)
- There Will Come Soft Rains (2022)
- My North (2021)

#### Œuvre pour chœur et accompagnement
- When Music Sounds (2013)

- Materna Requiem, requiem pour chœur et orchestre (2017)
- Soay (2019) pour chœur et violoncelle
- Winter (2019) pour chœur, violon, violoncelle et célesta
- True Love (2022) pour chœur et deux violoncelles, deux basses et harpe ou guitare
- Night Seasons (2022)

#### Œuvre orchestrale
- Paradisum Interlude du Materna Requiem (2017)
- There Will Come (2021)

### Œuvres pour l'écran
- Un garçon convenable (en)
- Little Women
- The Secret Agent
- Small Axe
- Mandela : Un long chemin vers la liberté
- The Program
- La Dame de Katwe